# رينيه رييس
رينيه رييس (بالإسبانية: René Reyes)‏ هو لاعب كرة قاعدة فنزويلي، ولد في 21 فبراير 1978 في جزيرة مارغريتا في فنزويلا.

## وصلات خارجية
- رينيه رييس على موقعبيزبول رفرنس.كوم (الدوري الرئيسي) (الإنجليزية)
- رينيه رييس على موقعبيزبول رفرنس.كوم (الدوري الثانوي) (الإنجليزية)
- رينيه رييس على موقع إي إس بي إن.كوم (أم.أل.بي) (الإنجليزية)